# Drinkend Paard
'Drinkend Paard', ook wel Bronzen Paard, is een bronzen beeld van Pieter d' Hont in Baarn in de provincie Utrecht. 
Het beeld werd in 1975 aangeboden bij het 50-jarig bestaan van de Baarnse drukkerij/uitgeverij Bosch en Keuning. Op de lage sokkel staat het opschrift Aangeboden door Bosch en Keuning N.V. sinds 1925 te Baarn 1983. Bosch & Keuning was in 1925 ontstaan toen de naam van de christelijke uitgever E.J. Bosch J.Bzn gekoppeld werd met die van zijn compagnon Pieter Keuning. Het beeld werd geplaatst op het Baarnse dorpsplein de Brink. Een brink was in vroeger tijden een openbare verzamelplaats, waar boeren hun vee konden laten drinken. De jubilerende firma stelde f 50.000 gulden beschikbaar, duizend euro voor elk jaar dat het bedrijf bestond. Het ontwerp van een paard in drinkende houding bevatte een zeskantige fontein, waaruit het paard zou drinken. Om kosten te besparen werd de drinkbak weggelaten. De gemeente zag er vanaf om de drinkbak later alsnog te plaatsen.
In 1979 werd een kleine ontwerpversie van het beeld onthuld, een ontwerp van de Utrechtse beeldhouwer Pieter d'Hont. Pas in 1983 volgde de definitieve plaatsing op de Brink.
In 2010 werd het paard net als in veel andere gemeenten 'warm aangekleed' bij een actie van de politieke partij Groen Links om 'huurders niet in de kou te laten staan' bij de woningisolatie.

## Paarden van Pieter d'Hont
Pieter d'Hont heeft meerdere bronzen paarden ontworpen. 
Een sterk op het Baarnse paard gelijkend Drinkend Paard werd in 1982 aangekocht door de gemeente Hilversum. De houding van dit Hilversumse paard is iets anders en de  hals van dit Hilversumse paard is meer gebogen. Ook heeft dat paard een langere staart. Dit beeld kreeg een plaats op de binnenplaats van de toenmalige kleuterschool Hendrika van Tussenbroekschool en de Thorbeckeschool aan de Violenstraat.
In 1984 werd een bronzen Drinkend paard van d'Hont geplaatst op de binnenplaats van Kasteel Erenstein in Kerkrade.